# Plateau Tahltan
Le plateau Tahltan (en anglais : Tahltan Highland) est un plateau situé dans la province de Colombie-Britannique au Canada.

## Localisation
Le plateau se trouve à la transition entre la partie orientale chaînons Boundary et la marge occidentale du plateau Stikine, au sud de la rivière Inklin (la branche est de la rivière Taku). Sa frontière orientale est formée par la Sheslay et la Little Tuya, tandis que sa frontière méridionale s'étend à travers la Stikine et son Grand Canyon pour inclure le complexe volcanique du mont Edziza qui englobe le chaînon Spectrum (en) et le massif de Zagoddethchino.

## Source
- (en) Cet article est partiellement ou en totalité issu de l’article de Wikipédia en anglais intitulé « Tahltan Highland » (voir la liste des auteurs).